# 矢次一夫
矢次 一夫（やつぎ かずお、1899年7月5日 - 1983年3月22日）は、大正・昭和期の日本の労働運動家・政治活動家・フィクサー。
昭和研究会と並ぶ、民間の国策研究機関「国策研究会」の創立者の一人で、常任理事。大宅壮一は彼を「昭和最大の怪物」と評した。

## 人物・生涯
1899年（明治32年）7月5日に、佐賀県にて、長崎の県立病院に勤める医師だった父と、同じ病院の看護婦だった母の間に生まれた。
早くに母を亡くしたこともあって、大阪で、厳格な祖父の下で育てられた。
祖父が亡くなった15・6歳の頃に家を出て、人夫･沖仲仕・鉄工所などを渡り歩いて肉体労働に明け暮れる放浪生活を経験した後、徴兵検査で一旦故郷に帰ったものの、20歳で上京。一時は北一輝の食客となり、これを契機に労働運動の渦中に身を投じることになる。
1921年（大正10年）に、田澤義鋪（たざわよしはる）の勧めで協調会に入り、1924年（大正13年）に退会し、独立。
1925年（大正14年）に、労働事情調査所を創立して労働週報を発刊。野田醤油争議、共同印刷争議、日本楽器争議などの大争議の調停にあたり、辣腕を振るう。調停の過程で、無産運動家から軍人まで幅広い人脈をつかみ、その能力を買われ、陸軍との繋がりを持つ。
1933年（昭和8年）、陸軍省から依頼され、統制派の幕僚・池田純久少佐と結んで、国策の立案に着手。総合的な政策研究組織の必要を感じ、同年10月に、官僚、学者、社会運動家、政治家などを集めて国策研究同志会を組織。
1936年（昭和11年）の二・二六事件の後に一時解散するが、1937年（昭和12年）に再組織。1938年（昭和13年）に国策研究会に改称。戦時国策の立案に従事。組織の拡大を図る。
戦時中は、福家俊一と共同で上海で「大陸新報」の発行に関与（当時、国策研究会常任幹事）する傍ら企画院委員、大政翼賛会参与、翼賛政治会理事などを歴任、戦時内閣の組閣や倒閣にも深く関与した。田中隆吉によれば、矢次は大政翼賛会を操っていた人物として名指しされている。
終戦後は公職追放されたが、1951年（昭和26年）、追放解除となる。サンフランシスコ講和条約発効後の1953年6月に国策研究会を再建。
1956年（昭和31年）、矢次は台湾を訪問して蔣介石総統と会談。日台韓の反共連盟の強化を目指していたことで蒋と意見が一致し、以降日韓関係の改善を求める様になる。1957年（昭和32年）に日韓会談再開のため、矢次は柳泰夏駐日韓国代表部参事官と李ライン抑留問題に関する秘密交渉を行う。同年、矢次の仲介で金東祚韓国外務部長官・駐日韓国大使が岸信介首相と接触。1958年（昭和33年）5月に岸信介の個人特使として韓国を訪問して李承晩韓国大統領と会談。日韓併合について謝罪し、国交回復を打診している。日韓国交正常化後の1970年（昭和45年）10月には朴正煕韓国大統領によって一等樹交勲章を受章した。
その一方で1972年（昭和47年）には福家の仲介で矢次と金炳植朝鮮総連副議長が会談。日朝経済関係の促進に乗り出し、自ら日朝貿易を取りまとめる協和物産を設立している。金大中事件で日韓関係が拗れた際にも1973年（昭和48年）9月に岸と共に訪韓し、事件処理と経済関係を切り離すことで朴大統領と合意を取りつけた。1980年（昭和55年）5月には岸の個人特使として訪中し、中華人民共和国の最高指導者である鄧小平と会談。中台統一に向けた台湾の蔣経国総統との仲介役を鄧から要請を受けると共に、中韓経済交流についても交渉した。岸も廖承志によって訪中の打診を1970年代から受けていたとされる。同年9月には岸の訪韓に同道して全斗煥韓国大統領と金大中問題について会談するが目立った進展はなかった。旧朴正煕政権の対日人脈に不信感を持っていたとされる。
1983年（昭和58年）3月22日に、83歳で没するまで、その広い人脈を生かし韓国・台湾の政財界とのパイプ役として力を発揮した。
橋本文男（元読売新聞記者）は評伝を著し、矢次をこう評している。
『黒幕と言われる他の人々、例えば児玉誉士夫や小佐野賢治らは利害関係にある人達としか交際はなく、彼等の知り得る情報は彼らの企業の利益に必要なものに限られている。小林中・荻原朔太郎・笹川良一にして然りである。一方、矢次の持つ情報は多方面にわたり、かつ正確なのだ。会った人が必要とする情報を常に持っている。彼は偉大なる情報屋であり、それが怪物の本質である。』

## 著書
- 『日本社会運動の現勢』労働事情調査所編、昭和書院 1931、原書房、1981
- 『昭和人物秘録』新紀元社 1954
- 『昔の労働争議の思い出』国策研究会 1956
- 『この人々 私の生きてきた昭和史』光書房 1958
- 『昭和動乱私史』経済往来社（上中下） 1971-73、新版1985
- 『わが浪人外交を語る』東洋経済新報社 1973
- 『政変昭和秘史 戦時下の総理大臣たち』サンケイ出版（上下） 1979
- 『労働争議秘録』日本工業新聞社 1979
- 『東条英機とその時代』三天書房 1980
- 『北京会談 華国鋒・鄧小平両首脳と語る 全記録』河野文彦・細川隆元共著 森輝明編 三天書房 1980
- 『岸信介の回想』伊藤隆と聞き手、文藝春秋 1981
- 『天皇・嵐の中の五十年 矢次一夫対談集Ⅰ』原書房 1981
- 『昭和政界秘話 矢次一夫対談集Ⅱ』原書房 1981